# ワッツ・ミサカ
ワタル・ミサカ（Wataru Misaka、漢字：三阪 亙、1923年12月21日 - 2019年11月20日）は、日系アメリカ人（二世）のバスケットボール選手。ポジションはポイントガード。
非白人史上初のNBA選手（当時はBAA(Basketball Association of America)）。ユタ大学出身者初のNBA選手。太平洋戦争前後の反日感情の激しかった時代のアメリカでバスケをし、NCAAとNIT共に優勝した唯一の日系人選手。
愛称はワット・ミサカ（英: Wat Misaka、右テンプレートの下にあるバラク・オバマ大統領の映像を参照）。日本ではテレビ朝日『SmaSTATION!!』2005年2月26日放送回などでワッツ・ミサカと紹介されている。

## 来歴

### 若年期
両親共に広島県御調郡岩子島村出身（現尾道市向島町岩子島、広島県人の移民）。父は1902年（明治35年）移民、母は旧姓村上で結婚後1922年（大正11年）移民し（花嫁移民）、ユタ州ウィーバー郡オグデンで理髪店バーバー・ミサカを営んだ。隣はバーと質屋で、周りは賭博場や売春宿が建ち並んだゲットーの中にあった。夫婦はオグデンで3人の息子を授かり、ワタル・ミサカはその長男。両親の願いは他の日系人と同様に息子たちに高等教育を受けさせることだった。
ミサカは日本語をほぼ話せなかった。メキシコ人と2人の白人の友人はWATARUは言いにくいからとWATと呼びだした。ミサカは幼い頃兄弟と様々なスポーツを楽しんだ。足が速くスポーツ万能な少年ミサカは友人から引っ張りだこだった。タッチ・フットボールチームでキャプテンを務めたが、両親はミサカが怪我したことを理由にプレーすることには難色を示した。野球チームではショートを守り、父親は日系一世の野球チームに入っていたほどの野球好きで、1935年の東京巨人軍アメリカ遠征の試合には家族で観戦に出かけている。
1939年、父が死去する。母は日本へ帰ることを提案したがミサカは残ることを主張した。それで一家は残ると決め、母は理容師の免許をとって理髪店を継いだ。ミサカはオグデンで農業を営んでいた母方の叔父のところで働き、勉学に励み、父の代わりとして兄弟の面倒を見た。バスケで頭角を現したのもこの頃になる。オグデン高校では1940年にユタ州の大会で優勝する。
1941年ウィーバーカレッジ（現ウィーバー州立大学）に進学。ウィーバーは実家から数ブロックしか離れておらず、家からカレッジへ通いアルバイトでエンジニアとして働いて授業料を稼いた。そこへ同年12月太平洋戦争が勃発し、1942年2月日系人の強制収容が始まった。ただミサカの実家は強制収容地区から外れたことに加えユタ州は比較的寛大な方だったことから、ミサカはアメリカ兵の友人と一緒に町を歩き、ウィーバーでバスケをするという幸運に恵まれた。ここでも2度カンファレンス優勝し、1942年カレッジポストシーズントーナメントで優勝し最優秀選手に選出された。1943年ウィーバーカレッジのアスリート・オブ・ザ・イヤーに選出される。1943年春にカレッジを卒業する。

### ユタ大/兵役
1943年、工学学位を取得する目的でユタ大学に編入、当初はバスケをするつもりはなかったという。そこへ部員不足でトライアウトをしていたバスケ部に参加し、入部することになった。当時第二次世界大戦中でどこも大学生自体が少なくなっていたことから活動停止している大学バスケ部が多く、試合数をこなすことが難しかった状況だった。ユタ大でのミサカは守備の名手としてならした。
1944年ユタ大はNCAAのみ出場するつもりだったが、NITへ招待されたため出場することになった。1944年のNIT初戦はマディソン・スクエア・ガーデン(MSG)で行われたが敗退した。そこで観光してから帰ろうと思っていたユタ大に、交通事故の影響で出場辞退したアーカンソー大学の代替として1944年のNCAAへの招待がきた。同じシーズンにNITとNCAA両方に出場した大学は初めてのことであった。
ユタ大はNCAA決勝ラウンドを勝ち上がり、MSGで行われる決勝に進んだ。当時ミサカはシックスマンで準決勝まで出場時間はわずかだったが、決勝開始数分で味方が怪我してしまい途中交代出場した。そしてユタは延長戦で勝利し、下馬評を覆しNCAA優勝を飾った。この勝利に戦地のユタ州出身者は勇気づけられたという。ミサカは決勝で4点しか取らなかったもののその守備力は評価された。地元メディア数人が「"Kilo Wat" Misaka」と名付けた。デイリーニューズ (ニューヨーク)は、“A one-hander by Wat Masaki  ... slipped the Utes into the lead again (much to the delight of the crowd which was rooting for the under dog).”（名前は原文まま）、と報じている。ミサカの活躍は強制収容所に入れられた日系人を勇気づけた。
NCAA優勝から帰路につき駅に到着すると、群衆が彼らを出迎えた。その群衆の中に母もおり、その手にはアメリカ軍からの召集令状が握られていた。1944年6月アメリカ陸軍入隊、訓練後アメリカ陸軍情報部日系語学兵となり語学訓練中に1945年5月VEデーを迎え、のちフィリピン・マニラの基地に配属が決定し移動途中の航海上で1945年9月終戦を迎える。
フィリピンではルソン島の捕虜収容所で尋問任務についた。ミサカによると捕虜の中には日系人もおり、ユタで生まれユタ大を卒業した後就職できなかったため日本へ行きそこで徴兵され旧日本兵として戦った人物もいたという。
次に連合国軍占領下の日本での任務となり、1945年11月横田基地に配属され、米国戦略爆撃調査団戦意調査部で翻訳通訳担当となった。その最初の仕事が両親の故郷である広島県での、広島市への原子爆弾投下後の市民に対する聞取調査だった。広島で1週間、次に山口県萩市で1週間現地調査を行い、その後は東京で半年ほど任務についた。この間、広島市内に住み被爆から助かった叔父家族、両親の故郷岩子島を訪ねている。
1946年9月、2年間の兵役を終えユタ大に復学すると、バスケ部では一からの出直しとなったものの徐々に評価を上げスターターとして定着する。ユタ大は1947年のNITに招待され出場し決勝まで進んだ。MSGで行われた決勝でミサカは相手エースラルフ・ベアードをマークし1得点に抑え勝利に貢献した。翌日のどの新聞にも“Wat Misaka”の文字が乗り、ニューヨーク・タイムズは “Little Wat Misaka, American born of Japanese descent, was a 'cute' fellow intercepting passes and making the night miserable for Kentucky,” 、と絶賛した。チームのエースであるアーニー・フェリンは「NITの歴史の中で最高の守備パフォーマンス」と称賛している。ユタではお祭り騒ぎとなり、ミサカはユタの英雄の一人となった。なおNCAAとNITで優勝した日系人はミサカ以外にはいない。

### ニックス
1946年に創立したBAA（後のNBA）は、大学バスケよりも知名度が低くスターを欲していた。そこで、NCAAとNITで優勝し知名度のあったミサカに白羽の矢が立つことになった。当時ミサカはBAAの存在を知らなかった。
1947年7月1日、BAA史上初めて行われた1947年のBAAドラフトカレッジドラフトで、ミサカは7巡目全体61位でニューヨーク・ニッカーボッカーズ（現ニューヨーク・ニックス）に指名された。ニックスのネッド・アイリッシュ球団社長は契約のためユタ州を訪れ、州最大のホテルの一室でミサカと交渉した。ミサカはすぐに入団を決め契約、ニックスにおける1947年ドラフト組の契約第1号となった。非白人としてNBA入りした史上初の選手となり、ユタ大学出身者として初めてNBA入りした選手となった。契約金は4,000ドル（3,000ドルとも）。背番号は"15"。この時点でもアメリカと日本両国の国籍を有していた。
ジョー・ラプチック監督のもと、開幕までに練習試合が組まれ、出場機会は徐々に減らされていったものの、開幕ベンチ入り12人の選手枠に残った。ミサカは監督がどういうプレーを要求しているのかわからなかったという。ミサカのポジションであるガードの選手が過多だったのも災いした。ニューヨークのメディア各紙では、ミサカの人気より得点能力の低さを問題視された。デビュー直前にはニューヨーク・タイムズに写真付きで紹介された。
|                                                                 | 日付  | 対戦 | 対戦 | G        | F        | P        | 勝敗 |
| --------------------------------------------------------------- | ----- | ---- | ---- | -------- | -------- | -------- | ---- |
| 1                                                               | 11.13 | WSC  | H    | 1        | 0        | 2        | ◯    |
| 2                                                               | 11.15 | STB  | H    | 出場なし | 出場なし | 出場なし | ◯    |
| 3                                                               | 11.18 | PRO  | A    | 2        | 1        | 5        | ◯    |
| 4                                                               | 11.19 | CHS  | H    | 0        | 0        | 0        | ●    |
| 5                                                               | 11.20 | BLB  | A    | 出場なし | 出場なし | 出場なし | ●    |
| 6                                                               | 11.22 | PHW  | H    | 出場なし | 出場なし | 出場なし | ●    |
|                                                                 | 11.24 | 解雇 | 解雇 | 解雇     | 解雇     | 解雇     | 解雇 |
| 7                                                               | 11.25 | BOS  | A    | -        | -        | -        | ◯    |
| G:フィールドゴール、F:フリースロー P:得点、H:ホーム、A:アウェー |       |      |      |          |          |          |      |

1947-1948シーズンのBAA開幕戦、ミサカはベンチに座った。NITやNCAA決勝で超満員のMSGを経験しているミサカには、BAA開幕戦会場のMSGの客の入りは物足りなかったという。開幕戦にミサカは途中出場している。大学バスケファンに名の知られたミサカであったが、そのデビューはニューヨーク以外では話題にならなかった。第3節のプロビデンス・スチームローラーズ戦では5得点をあげたが、さらに出場機会は減っていき、第5節以降は出番がなかった。チームは開幕から3連勝を飾るものの、その後3連敗を喫した。
そこで、チームが選手補強するため過多だったガードから選手を削ることとなり、同年11月24日アイリッシュ球団社長から「12人の枠に抑えないといけない」という理由で解雇を言い渡された。ミサカは社長から「自分の本意ではない。選手を選ぶ全権は監督にあるからしょうがない。」とも言われたという。契約金は全額支払われ、支給された7インチのコンバースハイトップも持って帰らされた。
ミサカ本人は納得がいかなかった。のちアーニー・フェリンは、「当時ニックスにはいいPGが2人いて、もしPGが必要なチームに入っていればワットの人生は変わっていただろう」、とコメントしている。ニックス時代唯一仲の良かったチームメイトカール・ブラウンは、「身長が小さすぎたからでは」、とコメントしている。
ニックスを退団したミサカはまっすぐ帰らずシカゴに住む米軍時代の友人のところへ数日身を寄せ、ユタ州の家族や友人に知らせないままソルトレイクシティへ帰っていった。ハーレム・グローブトロッターズからオファーがあったが、バスケでは食べていけないとこれを断り、バスケットボール選手を引退した。

### 引退後
ニックスとの契約金を使ってユタ大学に復学し機械工学の学士を取得、1948年6月に卒業した。卒業後はEimco Corporationに勤務し、1957年からスペリー社でミサイル制御システム設計担当として勤務し1981年退職、その後はPentronics and Dynotron, Incに勤務し2014年91歳で退職した。
バスケから完全に離れたミサカが次に熱中したのはボウリングだった。1940年代全米ボウリング会議(ABC)は白人以外の公式戦出場を認めていなかったため、日系人たちで独自の大会を開きソルトレイクシティでも行われた。ミサカはその中でボウリングが上達し、更にミサカの幅広い交友関係の中にABC幹部がいて、ミサカは彼を通じてABCに白人以外の解放を求めた。結果ABCは1950年制限を撤廃した。1978年日系アメリカ人ボウリング協会会長に就任。1997年日系アメリカ人ボウリング殿堂入り。またABCは複数の協会との組織再編により2005年アメリカボウリング会議(USBC)が発足するが、ミサカは当時ソルトレイク協会理事としてその再編に携わっている。80歳の時に299点を出したという。
1999年ユタ州スポーツ殿堂に選出される。2000年全米日系人博物館で紹介され、ミサカはニックスにもらったコンバースハイトップとユタ大のジャージを寄付した。ただこの時点までミサカのバスケでの功績はほとんど知られておらず、姚明や田臥勇太などのアジア系がNBAでプレーした2000年代前半から注目を集めることになる。2002年日系アメリカ人のスポーツ殿堂入り。2008年にドキュメンタリー映画『Transcending - The Wat Misaka Story』が制作された。2009年ホワイトハウスで行われた式典に招かれオバマ大統領から称賛され、2009年のNBAオールスターゲームにNBAレジェンドとして表彰され、同年MSGに招かれニックスから表彰された。
ニックスを解雇されたことに長く納得いっていなかった。ニックス退団から2009年まで一度もニューヨークに訪れたことがなかった。家族にバスケや軍人時代の思い出を語ることはほぼなかった。バスケ観戦はNBAよりも大学バスケの方で、ユタ大のシーズンチケットを購入していた。
2019年11月20日（日本時間21日）、ユタ州ソルトレイクシティにて死去。95歳だった。

## スタッツ
| シーズン | チーム | GP | GS | MPG | FG%  | 3P% | FT%  | RPG | APG | SPG | BPG | TO | PPG |
| -------- | ------ | -- | -- | --- | ---- | --- | ---- | --- | --- | --- | --- | -- | --- |
| 1947-48  | NYK    | 3  |    |     | .231 |     | .333 | 0.0 | 0.0 |     |     |    | 2.3 |

## 備考
記録
- アメリカ三大スポーツリーグにおける初の非白人選手は、NFLがフリッツ・ポラード（英語版）（1920年）、MLBがモーゼス・フリート・ウォーカー（1884年）、そしてNBAがワタル・ミサカ（1947年）である。
- ミサカがBAA(NBA)入りした同じ年にジャッキー・ロビンソンもMLB入りしている。ミサカは「誰も、特に私は、ロビンソンがやったことと比較したことすらないと思う」[6]「BAAは設立したばかりだったし、マイノリティーが入れない決まりはなかった。MLBとは違う。自分がそれほど、すごいことをしたとは思わない」[53]とコメントしている。
- ミサカの身長5フィート7インチ（約170センチメートル）は当時BAA最小であり、のちにマグシー・ボーグスが更新するまでNBA史上最小の選手だった、と2006年中国新聞は報道している[54]。実際には5' 6"のメル・ハーシュ（英語版）がBAA最小である(en:List of shortest players in National Basketball Association history参照）。
- ニックス時代のミサカの背番号15は、現在ニックスは永久欠番に定めている。対象者はディック・マグワイアとアール・モンロー[48][24]。
- ミサカの次にNBA入りした非白人選手は1950年のアール・ロイド、チャック・クーパー、チャック・クーパーで、黒人初のNBA選手にあたる[9]。
- ミサカの次にNBA入りしたアジア系アメリカ人は1978年のレイモンド・タウンゼント（英語版）[24]。初めてNBAチャンピオンとなったアジア系アメリカ人は2019年のジェレミー・リン[7]。リンもニックスでプレー経験がある[24]。
- ミサカの次にNBA入りした日系二世は1993年のレックス・ウォルターズ（英語版）[24]。三世以上ではコーリー・ゲインズがいる。
- 日本生まれ日本育ちで初めてNBAドラフトに指名されたのは1981年の岡山恭崇[55]、
- 日本生まれの日本育ち、純血の日本国民で史上唯一NBA新人選手として得点及びアシスト記録して自身の所属先(フェニックス・サンズ)レギュラーシーズン開幕戦勝利に貢献の2004年の田臥は自身同様に小柄(173cm)なポイントガード、ミカサは想いを馳せ熱心に応援した。[46]。ミサカは「もし、日系3世や4世の代になったら、日系人が米国で活躍できるかなと思っていた。でもその前に、日本から来た青年たちが成功しちゃった」と嬉しそうに驚いたという[56]。

反日感情
ミサカは太平洋戦争の戦中戦後の反日感情の激しかった時代のアメリカでバスケをしており差別を経験している。
- 1943年ウィーバーカレッジで2度チャンピオンシップで勝った後でも、レストラン入店は拒否された[20]。
- 1944年ユタ大時代にアウェーゲームで“dirty Jap”と叫ばれ[7][20]、戦後も状況は変わらなかった[19]。
- ニックス時代にアウェーゲームで“Jap, Go home”と叫ばれた[57]。
- ニックスをクビになった理由についてニューヨーク・タイムズでは、アウェーゲームでミサカに対する度を越した人種差別的な愚弄にネッド・アイリッシュ社長がショックを受けたためではないか、と推測している[42]。

こうした状況であったがミサカはアメリカを信じていたという。ミサカはメディアに対して人種差別を受けていない、あるいは少なかった等コメントしている。
- ユタ大ヘッドコーチは個人的判断でミサカを守っていた[8]。1944年時点で先発メンバーと大差ない状況だったミサカ[21]に対して、観客との接触を避けるため意図的にベンチに置いてシックスマンとして起用していた、とされる[48][6]。また過度な差別から守るため、ミサカをハワイ出身として紹介した[6]。
- NCAAで一度過度にファールを取られたことがあったが、概ね相手プレーヤーや審判から差別的態度は見られなかったとコメントしている[6]。
- MSGの試合で観客は本当に応援してくれた、爽快だった、と回想している[17]。
- 1947年NIT優勝時、投票でアーニー・フェリンが最優秀選手に選ばれたが、MSGの客はミサカを評価していた。投票結果の1位から順番に名前を読み上げていったが、4位のミサカの名前が呼ばれるまでMSGの客はブーイングを止めなかった[19]。
- ミサカは、「ニックスで他の誰よりも受けいれられた」とコメントしている[7]。ニックスをクビになった件について、「人種が問題だったとは思わない」と頑なに差別を否定している[48][54][46]。

その他
- ミサカの弟（次男）は高校時代に野球でユタ州選抜に選ばれるほどの選手だった[12]。のちに試合に出させてもらえなくなり、いいチームに入れなかった[12]。弟は「偏見や差別を感じた。ワットはラッキーな男。」とコメントしている[12]。
- ミサカの妻の父親は広島県福山市にルーツがある[56]。また彼女は広島の武士家系である[48]。彼女は太平洋戦争中に強制収容所で育っている[24]。
- ミサカは2006年中国新聞の取材に対し「自分は米国人として生きてきた。でも、体に流れている血は100%『ジャパニーズ』なんだよ」とコメントしている[56]。アメリカ兵として従軍した過去を持つが、原爆については2010年中国新聞の取材に対して「原爆投下は対日戦の終結を早めたと今も言われるが、広島を見た私は同意できない」とコメントしている[23]。

## メディア
ここでは日本のTVメディアで特集された回を記載する.
- 2005年2月26日放送 SmaSTATION!!「MIJ特別企画 『NBA初のニッポン男児 ワッツミサカ』」 - ワッツ・ミサカ表記と三阪亙表記[2]
- 2010年5月7日放送 世界を変える100人の日本人! JAPAN☆ALLSTARS「三阪 亙（みさか わたる）(86) NBA史上初のニッポン男児」 - 三阪亙表記[58]

## 参考資料
- （英語）Wat Misaka -Basketball-Reference.com
- （英語）Wat Misaka - Sports Reference LLC
- （英語）Wat Misaka - NBA Advanced Stats
- NBAの扉を開いた日系人 ワット・ミサカ物語 - 中国新聞
- （英語）“Interview of Wataru Misaka” (PDF).   ALLIED POWS in JAPAN. 2020年1月17日閲覧。